# Bernhard Brinkert

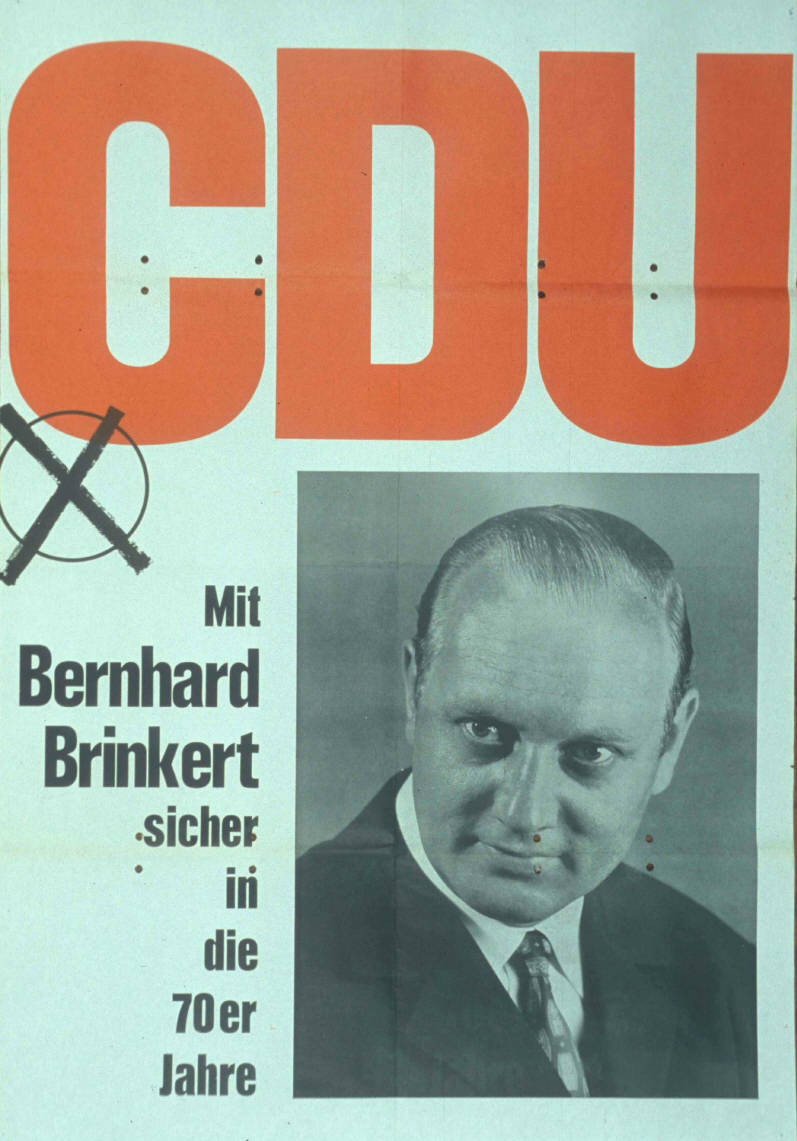
Kandidatenplakat zur Bundestagswahl 1969

Bernhard Brinkert (* 12. August 1930 in Bottrop; † 3. Oktober 2015) war ein deutscher Politiker und Landtagsabgeordneter (CDU).

## Leben und Beruf
Nach dem Besuch der Volksschule absolvierte er eine Lehre als Elektriker und war bis 1956 als Betriebselektriker tätig. Von 1956 bis 1975 war er Gewerkschaftssekretär der IG Bergbau und Energie und danach Betriebsdirektor für Personal- und Sozialwesen beim Eschweiler Bergwerks-Verein.
Der CDU gehörte Brinkert seit 1957 an. Er war in zahlreichen Parteigremien vertreten, so z. B. als Mitglied des Bundesvorstandes der Christlich Demokratischen Arbeitnehmerschaft sowie als Vorsitzender des CDA Landesverbandes Westfalen-Lippe. 

## Abgeordneter
Vom 29. Mai 1980 bis zum 30. Mai 1990 war Brinkert Mitglied des Landtags des Landes Nordrhein-Westfalen. Er wurde jeweils über die Landesliste seiner Partei gewählt. Dem Rat der Stadt Bottrop gehörte er von 1961 bis 1994 an.